# خرد ترکیبی

## تعریف
خرد ترکیبی (Hybrid Wisdom) به سطح بالاتری از خرد انسانی-ماشینی در کاربردهای عملیِ گفتمان محاسباتی هوش مصنوعی اطلاق می شود که حاصل ترکیب هم افزای مزیتهای خِرد انسانی (حاصل از تجارب، هوش، بینش، دانش، آگاهی و ذوق انسانی) و مزیتهای خِرد ماشینی (حاصل از سلسله مراتب داده، اطلاعات، دانش و نهایتا خِرد) است.

## خِرد ترکیبی و سایبرنتیک عمومی
ادراکی در حوزه میان رشته ای علوم شناختی، سایبرنتیک و هوش مصنوعی در سالهای فعلی 2025 وجود دارد که بیان می دارد: "در چند دهه آینده شاهد ترکیب هوش انسان با قابلیت‌های هوش مصنوعی خواهیم بود و الگوهای جدیدی برای حکمرانی و مدیریت عمومی پدیدار خواهد گشت."
چشم اندازی از هماهنگی و تشریک مساعی انسان ها و عامل های هوشمند (چه در اجتماع، چه در تولید صنعتی و چه در اقتصاد در قالب Society 5.0 و Industry 4.0 و Industry 5.0) مطرح شده است.

## برخی نمونه‏ های عینی
1- برای بسیاری از کاربردها، درکِ عمیق و صحیحِ انسانی از داده ها می تواند مهمتر از به کارگیری روش‏های پیچیده محاسباتی باشد.
2- هنر/فنّ پرامپت نویسی، نوعی از ترکیب قابلیتهای انسانی (برای درک متنوع، سریع و خلاقانه نیازها و معیارها) و قابلیتهای ماشینی (برای اجرای سریع و قوی خواسته ها) است.
3- ترکیب نظام مند نظرات خبرگان (و نخبگانِ) انسانی با دریافتها و یافته های هوش مصنوعی از کلان داده ها به منظور پوشش دادن محدودیتهای دو عنصر انسانی و ماشینی
4- تجارب قبلی ماشینی شدن در امواج قبلی انقلابهای صنعتی (ماشینی شدن نساجی، ماشینی شدن استحصال انرژی، ماشینی شدن حمل و نقل، ماشینی شدن صنایع)، نشان می‏ دهد که نیاز ماشین ها به انسان ها (برای ساخته شدن، مهندسی شدن، اختراع شدن، تنظیم شدن، اداره شدن، به کارگرفته شدن و کنترل شدن)، کمتر از نیاز انسان ها به ماشین ها نیست. در واقع، انسانها و ماشینها، یک سطح (یا فضا یا بستر) جدید صنعتی-اجتماعی را در هر انقلاب صنعتی رقم زده اند که شامل هم انسان، هم ماشین و هم تعامل میان این دو بوده است.
5- فناوری Human Insight Intelligence در گزارش چرخه تب‏‏ وتاب و آینده کار گارتنر 2025.
6- فناوری Guided GenAI در گزارش چرخه تب‏‏ وتاب و آینده کار گارتنر 2025.
7- قابهای معنایی (Semantic Frames) که هم توسط انسان و هم توسط ماشین قابل مصرف و پردازش (و تولید) هستند و توصیفگر بخشی از واقعیتِ جهانِ واقع برای سامانه ها و راهکارهای هوشمند می باشند.
8- ترکیب غرائض انسانی (مانند عواطف مادری) و یا جوهر اخلاقی با عناصرِ تفکر و سرشتِ شناختِ موتورها یا عاملهای هوش مصنوعی